# District de Martonvásár
Le district de Martonvásár (en hongrois : Martonvásári járás) est un des 8 districts du comitat de Fejér en Hongrie. Créé en 2013, il compte 26 531 habitants et rassemble 8 localités : 6 communes et 2 villes dont Martonvásár, son chef-lieu.

## Localités
- Baracska
- Ercsi
- Gyúró
- Kajászó
- Martonvásár
- Ráckeresztúr
- Tordas
- Vál